# Малко-Крушево
Малко-Крушево (болг. Малко Крушево) — село в Болгарии. Находится в Смолянской области, входит в общину Баните. Население составляет 4 человека.

## Политическая ситуация
Малко-Крушево подчиняется непосредственно общине и не имеет своего кмета.
Кмет (мэр) общины Баните — Райчо Стоянов Данаилов (инициативный комитет) по результатам выборов в правление общины.